# Unciaal 066
Unciaal 066 (Gregory-Aland), α 1000 (Soden), is een van de Bijbelse handschriften. Het dateert uit de 6e eeuw en is geschreven met hoofdletters (uncialen) op perkament.
Het bevat de tekst van de Handelingen van de Apostelen (28,8-17). De gehele Codex bestaat uit 3 bladen (25 × 20 cm) en werd geschreven in twee kolommen per pagina, 25 regels per pagina. Het is een palimpsest, de bovenste tekst is in het Georgisch.

## Tekst
De Codex is een representant van het Westerse tekst-type, Kurt Aland plaatste de codex in Categorie III.

## Geschiedenis
Het handschrift bevindt zich in de Russische Nationale Bibliotheek (Suppl. Gr. 6, II, fol 4) in Sint-Petersburg.